# Catsuit
 (mai 2024).

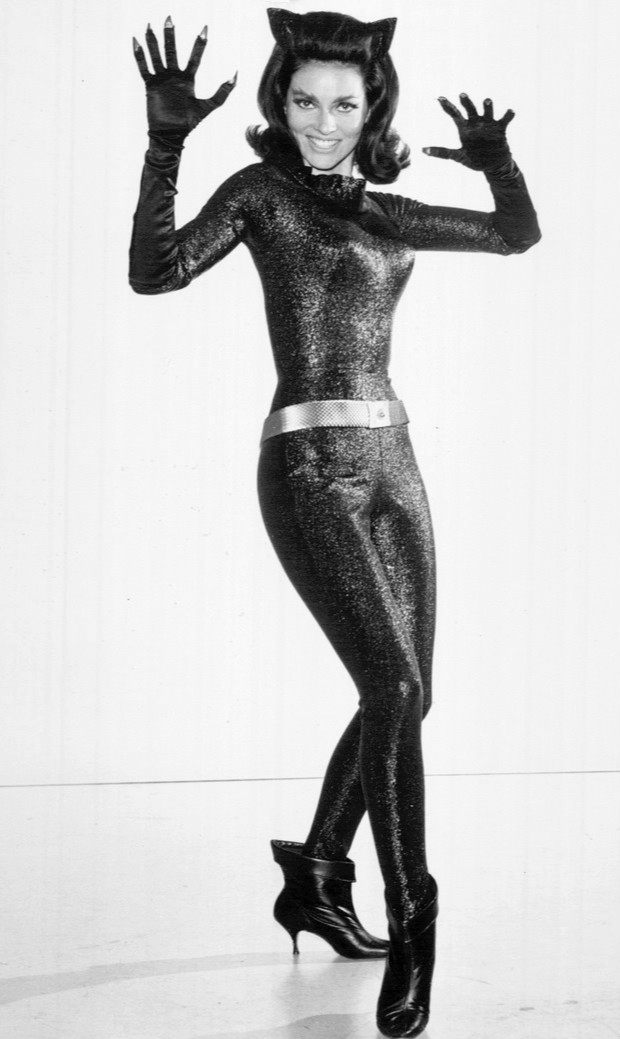
Lee Meriwether vêtue d'un catsuit dans le film Batman en 1966.

Un catsuit (parfois une catsuit) est un vêtement en une seule pièce qui moule le corps, possédant des manches, des jambes complètes, et parfois aussi des pieds et des gants.

## Forme et variantes
Ce type de combinaison est habituellement faite de cuir, de plastique, de latex, de PVC, de velours ou de fibre élasthanne, cette dernière étant plus courante. Il possède habituellement une fermeture à glissière à l'avant ou à l'arrière, mais ce n'est pas là la seule possibilité d'encolure.
Le terme catsuit est essentiellement utilisé dans le domaine de l'érotisme et lorsqu'il est doté d'une cagoule, le catsuit devient un zentai.
L'unitard, quant à lui est un vêtement de design similaire, mais dont l'usage porte sur le monde du sportif et de la danse.
Le terme combinaison-pantalon, qui traduit parfois en jumpsuit, a une extension beaucoup plus grande.

## Origines et utilisation
Bien que la plupart des catsuits soient faits d'élasthanne, ce tissu n'a pas été inventé avant 1959, tandis que les catsuits datent au moins de 1940, la combinaison de plongée étant apparue au début des années 1950. Il semble donc probable[Quoi ?][réf. souhaitée] qu'ils furent d'abord faits de tricot ou tricotés à la main, façon de faire plus pratique et moins coûteuse que l'emploi du plastique.
Les athlètes utilisent souvent des tenues proche du catsuit, notamment dans les sports tels que le triathlon, le cyclisme, la gymnastique, la natation ou encore le ski de vitesse.
Aujourd'hui, de nombreuses célébrités et chanteuses revêtent régulièrement des catsuits comme vêtement de mode, à l'image de Madonna, Katy Perry, Nicki Minaj, Kylie Minogue ou encore Lady Gaga.

### Utilisation fétichiste

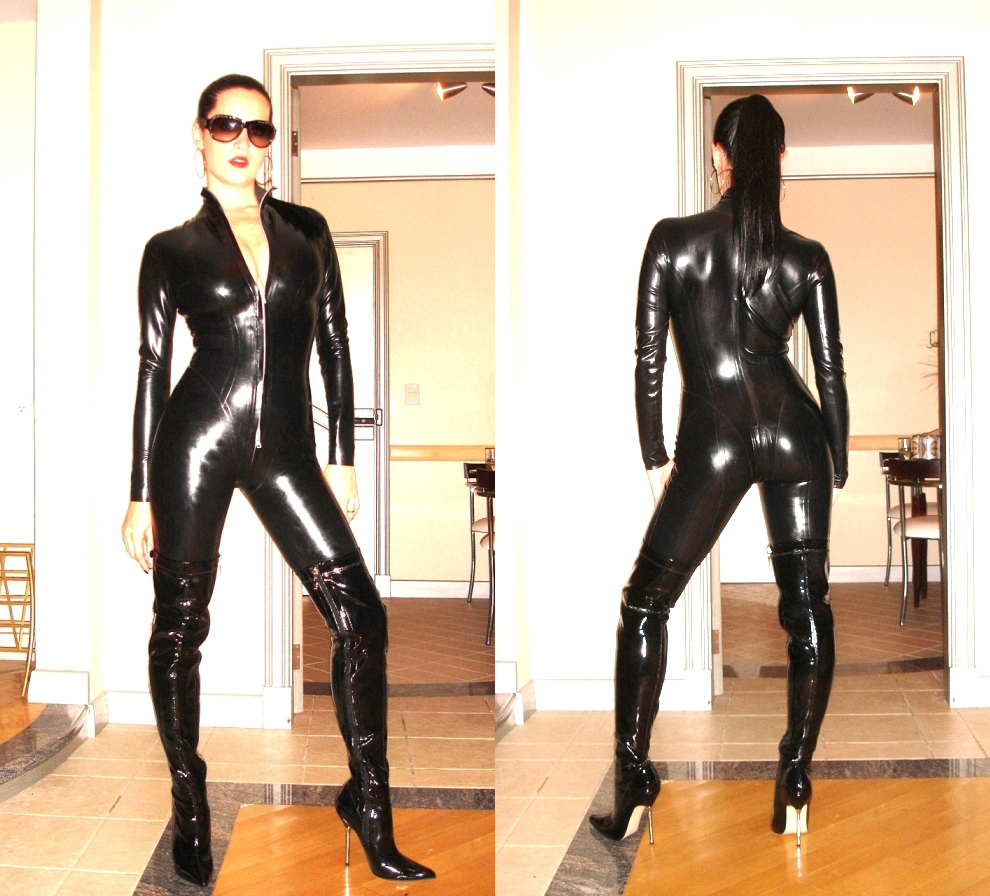
Femme vêtue d'un catsuit de latex noir et de cuissardes.

Certaines personnes considèrent le catsuit comme un objet fétichiste. Les catsuits destinés à une utilisation fétichiste sont souvent fabriqués en latex ou en PVC et ont la particularité d'être plus moulant et brillant qu'un catsuit standard. D'autres matériaux tels que le lycra ou le spandex peuvent aussi servir à une utilisation fétichiste, parfois décorés d'imprimés d'animaux.[Interprétation personnelle ?]
Les fétichistes du latex et du lycra apprécient l'aspect déshumanisant associé au catsuit. D'autres facteurs tels que la brillance, l'odeur ou encore le bruit d'un catsuit entrent en compte dans l'expérience fétichiste.[Interprétation personnelle ?]

## Symbolique

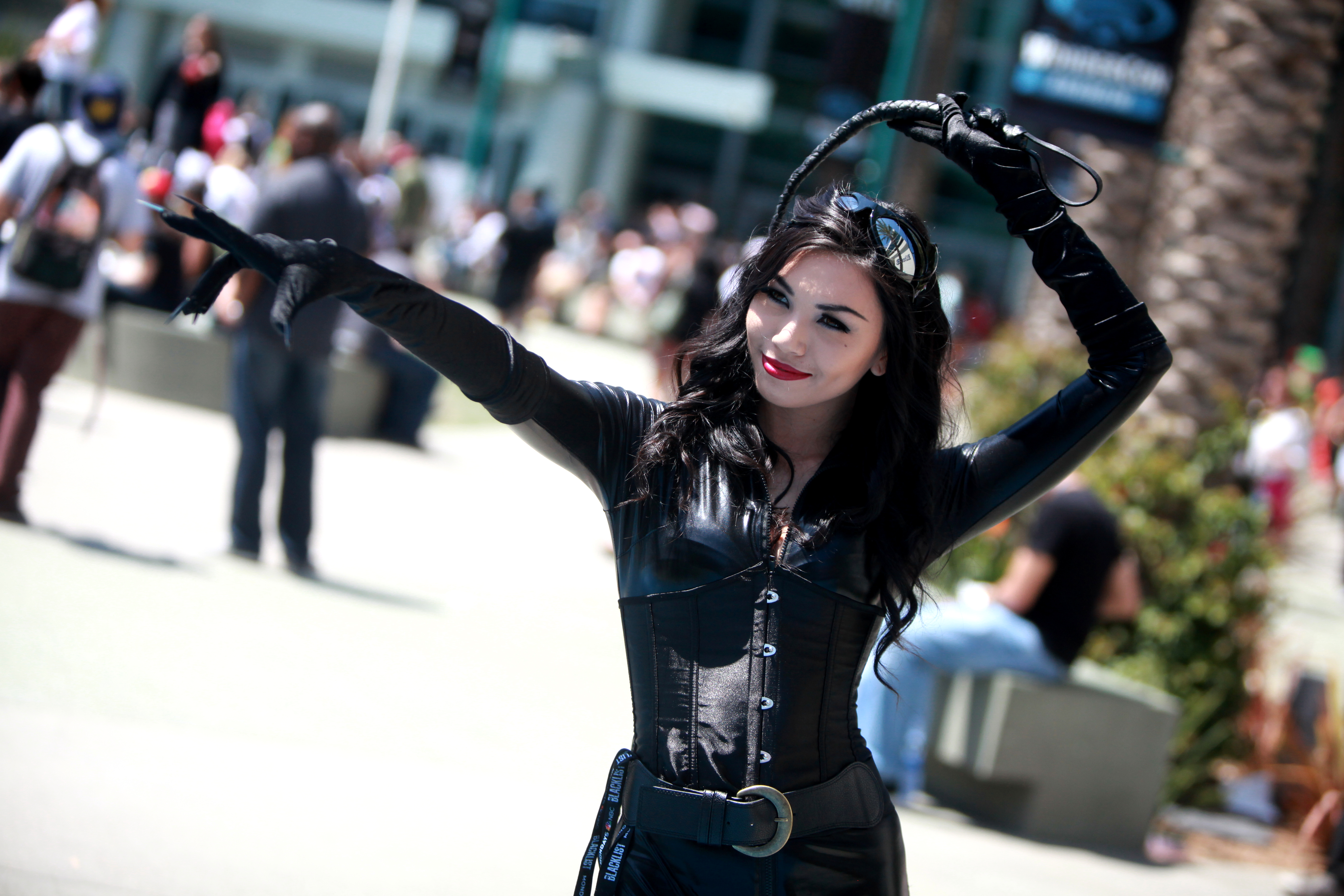
Femme en costume de Catwoman.

Le nom catsuit provient de l'anglais et signifie littéralement combinaison de chat. Cette appellation est utilisée en référence à l'image féline véhiculée par cette tenue. Ainsi, elle apparaît comme une caractéristique d'une nouvelle femme fatale. 
Un des premiers modèles du genre est la cambrioleuse Irma Vep incarnée par Musidora dans le film de Louis Feuillade, Les Vampires (1915).
D'autres aventurières de fiction ont revêtu cette tenue emblématique, entre autres :
- Dans le film Batman : Le Défi, elle est portée par la mythique Catwoman jouée par Michelle Pfeiffer ;
- Dans la trilogie Matrix, elle est portée par la redoutable Trinity jouée par Carrie-Anne Moss ;
- Dans Tomb Raider, elle est portée par l'aventurière Lara Croft, interprétée au cinéma par Angelina Jolie ;
- Dans le film Underworld, elle est portée par la vampire : Selene, jouée par Kate Beckinsale.